# Tobołki (roślina)
Tobołki (Thlaspi) – rodzaj roślin z rodziny kapustowatych. W tradycyjnym, szerokim ujęciu obejmuje ponad 75 gatunków, ale po wyodrębnieniu większości w osobne rodzaje współcześnie zalicza się do niego 9 gatunków. Rośliny te występują naturalnie w strefie umiarkowanej w Eurazji, a jako introdukowane na wszystkich kontynentach, z wyjątkiem Antarktydy. 

## Rozmieszczenie geograficzne
Rodzaj w wąskim ujęciu reprezentowany jest przez gatunki występujące w większości w południowo-zachodniej Azji, zwłaszcza w rejonie Azji Mniejszej i Kaukazu. Szerzej rozprzestrzeniony po Azję Środkową jest Thlaspi ceratocarpum, a najszerzej – tobołki polne Thlaspi arvense, rosnące od Portugalii po Japonię. Gatunek ten został też rozprzestrzeniony na inne kontynenty. Jest jedynym przedstawicielem rodzaju, w jego wąskim ujęciu, w Polsce (inne tradycyjnie tu zaliczane gatunki wyodrębniane są w osobne rodzaje).
Gatunki flory Polski
Pierwsza nazwa naukowa według listy krajowej, druga – obowiązująca według bazy taksonomicznej Plants of the World online (jeśli jest inna)
- tobołki alpejskie Thlaspi caerulescens J. Presl & C. Presl ≡ Noccaea caerulescens (J.Presl & C.Presl) F.K.Mey.
- tobołki czosnkowe Thlaspi alliaceum L. ≡ Mummenhoffia alliacea (L.) Esmailbegi & Al-Shehbaz – efemerofit
- tobołki polne Thlaspi arvense L.
- tobołki przerosłe, t. przerosłolistne Thlaspi perfoliatum L. ≡ Noccaea perfoliata (L.) Al-Shehbaz

## Morfologia
PokrójRośliny jednoroczne (wieloletnie i dwuletnie tradycyjnie tu zaliczane wyodrębniane są w rodzaj Noccaea), po roztarciu często o nieprzyjemnym zapachu, nagie lub owłosione, prosto wzniesione, rozgałęzione lub nie.
LiścieOdziomkowe i łodygowe. Te pierwsze zwykle więdną do czasu kwitnienia, są ogonkowe, całobrzegie, faliste lub ząbkowane. Liście łodygowe są siedzące, czasem z nasadą uszkowatą lub strzałkowatą, z blaszką całobrzegą, falistą lub ząbkowaną.
KwiatyZebrane w grona, wyraźnie wydłużające się podczas owocowania. Szypułki kwiatowe odstające, cienkie. Działki kielicha jajowate do owalnych, prosto wzniesione lub podnoszące się. Płatki korony łopatkowate, czasem z paznokciem. Pręcików sześć, niezbyt wyraźnie czterosilnych, z nitkami nierozszerzonymi u nasady, z pylnikami jajowatymi. Zalążnia z 6–16 zalążkami. Szyjka słupka drobna z główkowatym znamieniem.
OwoceŁuszczynki zaokrąglone lub wydłużone, na szczycie zwykle sercowato wycięte. Nasiona z  łupiną nasienną prążkowaną lub siateczkowato pomarszczoną.

## Systematyka
Pozycja systematyczna
Rodzaj z plemienia Thlaspideae z rodziny kapustowatych (Brassicaceae). Po rewizji systematycznej rodzaju w latach 70. XX wieku został on podzielony na 12 mniejszych rodzajów, głównie na podstawie różnic w budowie nasion. Późniejsze badania molekularne ograniczyły liczbę rodzajów wyróżnianych w obrębie Thlaspi sensu lato do czterech: Thlaspi sensu stricto, Noccaea, Mummenhoffia i Noccidium. Ich klasyfikacja pozostaje wciąż niestabilna.
Wykaz gatunków
- Thlaspi armenum N.Busch
- Thlaspi arvense L. – tobołki polne
- Thlaspi brevistylum Mutel
- Thlaspi ceratocarpum (Pall.) Murray
- Thlaspi huetii Boiss.
- Thlaspi inhumile Ponert
- Thlaspi kochianum F.K.Mey.
- Thlaspi roseolum N.Busch
- Thlaspi syriacum Bornm.